# Le Vieux qui ne voulait pas payer l'addition
Série
Le Vieux qui ne voulait pas fêter son anniversaire
(2014)
Pour plus de détails, voir Fiche technique et Distribution.
Le Vieux qui ne voulait pas payer l'addition (Hundraettåringen som smet från notan och försvann), ou L'Homme de 101 ans qui ne paya pas l'addition et disparut (au Québec), est un film suédois réalisé par Felix Herngren et Måns Herngren (en), sorti en 2016.
C'est la suite du film Le Vieux qui ne voulait pas fêter son anniversaire, qui était adapté du roman homonyme de Jonas Jonasson. L'action se déroule exactement un an plus tard, lorsque le personnage principal fête ses 101 ans. Contrairement au premier film, il ne s'agit pas de l'adaptation d'un roman, mais Jonas Jonasson a coécrit le scénario.

## Synopsis
Un an après le premier épisode, Alan Karlsson et ses amis ont dilapidé à Bali les 50 millions de couronnes qu'ils avaient subtilisées. Dans l'espoir de devenir riches, ils partent à Berlin en quête d'une recette de soda extrêmement addictif (le Folksoda, russe : народная содовая, Narodnaja sodovaja) élaborée en pleine guerre froide à la demande du pouvoir soviétique et qui, en passant d'un espion à l'autre, a fini entre les mains de Karlsson alors qu'il œuvrait en tant qu'agent double. Sans le savoir, ils se retrouvent poursuivis par la CIA, le gangster qui avait égaré les 50 millions de couronnes et la fille du créateur de la recette du soda.

## Fiche technique
- Titre original : Hundraettåringen som smet från notan och försvann
- Titre français : Le Vieux qui ne voulait pas payer l'addition
- Titre québécois : L'Homme de 101 ans qui ne paya pas l'addition et disparut
- Réalisation : Felix Herngren et Måns Herngren (en)
- Scénario : Felix Herngren, Hans Ingemansson (sv) et Jonas Jonasson
- Musique : Matti Bye (sv)
- Photographie : Göran Hallberg (sv)
- Sociétés de production : Nordsvensk Filmunderhallning, Film i Väst, Nice Drama
- Sociétés de distribution : Buena Vista International (Suède), Concorde Filmverleih (Allemagne)
- Pays d'origine :  Suède
- Langue originale : suédois
- Format : couleur - 35 mm - Dolby
- Durée : 108 minutes
- Dates de sortie :
  - Suède : 25 décembre 2016
  - Monde : 25 avril 2017 (Netflix)

## Distribution
- Robert Gustafsson : Allan Karlsson, le centenaire
- Iwar Wiklander : Julius Jonsson, le vieil ami de Karlsson
- David Wiberg (sv) : Benny
- Shima Niavarani (sv) : Miriam, la femme de Benny
- Jens Hultén : Gäddan, l'accompagnateur des deux vieux
- Svetlana Rodina Ljungkvist (sv) : Stina / Kristina / K, la fille de Popov
- Ralph Carlsson (sv) : Glen Aronsson, l'inspecteur suédois
- Jay Simpson : Bas, le gangster londonien
- David Shackleton : Herbert Einstein
- Georg Nikoloff : Iouli Popov, l'inventeur du soda
- Eric Stern (sv) : Håkan, le thérapiste suédois de Stina
- Eleanor Matsuura : Rebecca, l'agent du CIA
- Colin McFarlane : Seth, l'agent du CIA
- Erni Mangold : Amanda Einstein, la vieille berlinoise
- Valentin Smirnitski : Léonid Brejnev
- Darrell Duffey : Richard Nixon
- Joseph Long : Henry Kissinger
- Shin-Fei Chen : Sindy, l'hôtesse de l’air
- Dagny Carlsson (sv) : la remplaçante de la chambre de Karlsson à la maison de retraite
- Crystal the Monkey : le singe Erlander

## Article annexe
- Richard Nixon dans les arts et la culture